# آماندا فیلیپاکی
آماندا فیلیپاکی (انگلیسی: Amanda Filipacchi؛ زادهٔ ۱۰ اکتبر ۱۹۶۷) یک رمان‌نویس آمریکایی-فرانسوی است. او در پاریس به دنیا آمد و در فرانسه و آمریکا تحصیل کرد. از او تا کنون ۳ رمان منتشر و داستان‌هایش به ۱۳ زبان ترجمه شده‌است.

## زندگی‌نامه
آماندا فیلیپاکی در ۱۰ اکتبر ۱۹۶۷ در پاریس به دنیا آمد. مادرش ساندرا پترسون، مانکن و پدرش دانیل مدیر یک گروه انتشاراتی-رسانه‌ای بود. وی نوشتن را از سیزده سالگی شروع کرد و در دوران نوجوانی ۳ رمان نوشت که هیچ‌گاه چاپ نشد. در ۱۷ سالگی ساکن نیویورک شد و به کالج همیلتون رفت و در رشته ادبیات خلاق فارغ‌التحصیل شد. در ۲۰ سالگی شروع به نوشتن مقاله و یادداشت برای مجله رولینگ استون شد و در سال ۱۹۹۰ در مقطع کارشناسی ارشد داستان‌نویسی دانشگاه کلمبیا شروع به ادامه تحصیل کرد. پایان‌نامه کارشناسی ارشد آماندا بعدها دستمایه اولین رمانش یعنی مردان برهنه شد.

### رمان
- مردان برهنه (۱۹۹۳)
- بخار (۱۹۹۹)
- عشق می‌خزد (۲۰۰۶)
- اهمیت ناخوشایند زیبایی (۲۰۱۵)